# Cratere New Bern
New Bern  è un cratere sulla superficie di Marte.